# Яблочин
Яблочин (або Яблочне, Яблечна, пол. Jabłeczna) — село в Польщі, у гміні Славатичі Більського повіту Люблінського воєводства. Населення — 276 осіб (2011).

## Історія

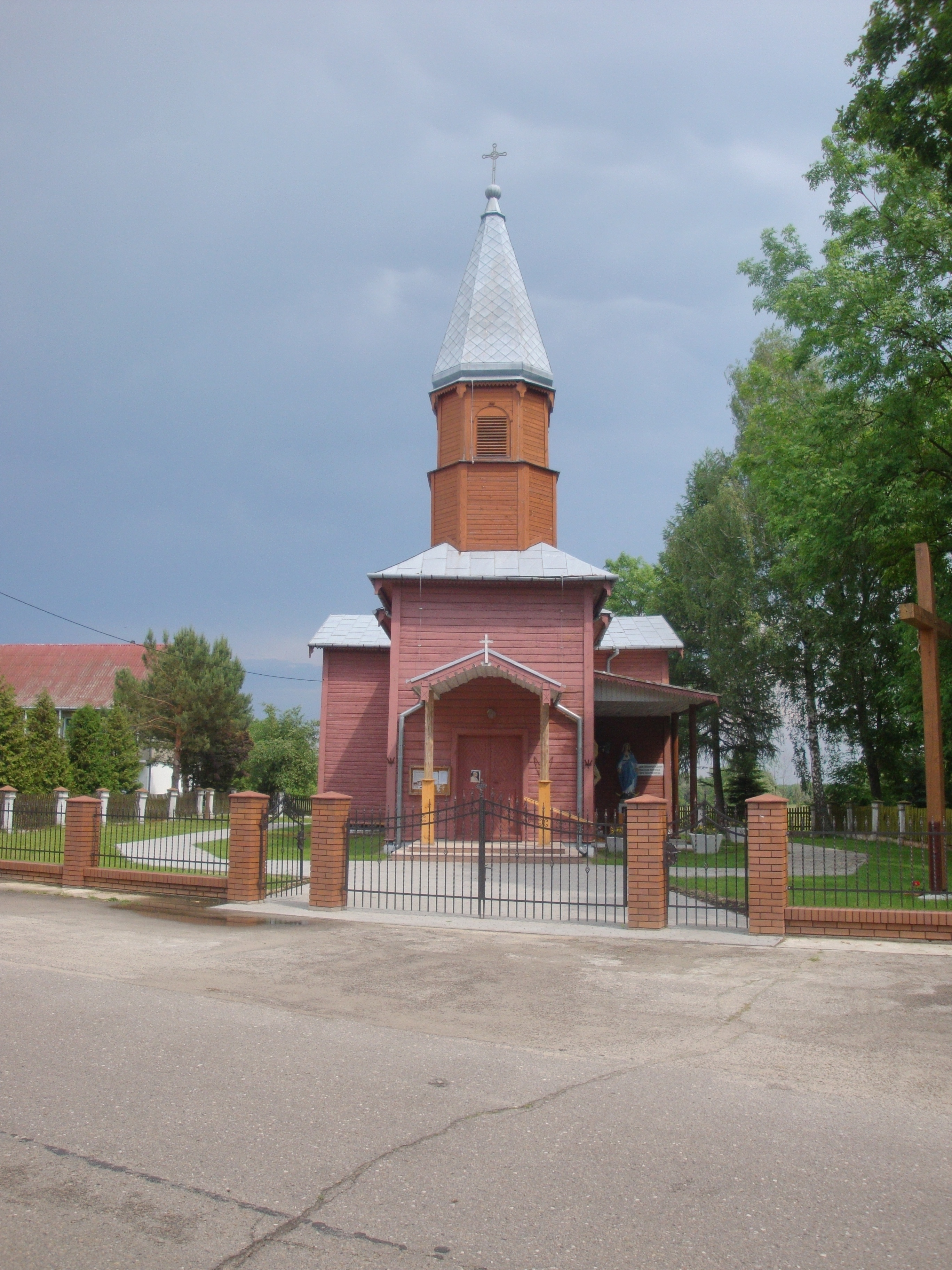
Колишня греко-католицька церква, нині римо-католицький костел

1522 року вперше згадується православна церква в селі.
За даними етнографічної експедиції 1869—1870 років під керівництвом Павла Чубинського, у селі переважно проживали греко-католики, які розмовляли українською мовою.
У 1917—1918 роках у селі діяла українська школа, заснована 28 жовтня 1917 року, у якій навчалося 48 учнів, учитель — М. Дехтяр.
У міжвоєнні 1918—1939 роки польська влада в рамках великої акції закриття та руйнування українських храмів на Холмщині і Підляшші перетворила Яблочинський православний монастир на римо-католицький.
За німецьким переписом 1940 року, у селі проживало 442 особи, з них 294 українці, 120 поляків, 26 «русинів», 1 білорус і 1 татарин. У 1943 році в селі мешкало 363 українці та 96 поляків. У середині 1940-х років у районі Яблочина діяла сотня УПА Івана Романечка («Володі»), що належала до тактичного відтинку «Данилів».
У 1975—1998 роках село належало до Білопідляського воєводства.

## Населення
Демографічна структура станом на 31 березня 2011 року:
|          | Загалом | Допрацездатний вік | Працездатний вік | Постпрацездатний вік |
| -------- | ------- | ------------------ | ---------------- | -------------------- |
| Чоловіки | 134     | 20                 | 91               | 23                   |
| Жінки    | 142     | 27                 | 66               | 49                   |
| Разом    | 276     | 47                 | 157              | 72                   |

## Пам'ятки
- Яблочинський монастир